# 文州 (宋朝)
文州，中国北宋时设置的羁縻州。
宋徽宗崇宁五年（1106年）罗更晏归附宋朝，北宋置文州，治所在思阳县（今广西壮族自治区巴马瑶族自治县西北盘阳），为羁縻州，属宜州。大观元年（1107年）废为绥南砦。宋高宗绍兴四年（1134年）南宋复置文州，辖今广西巴马瑶族自治县一带。元朝文州属庆远南丹溪洞等处军民安抚司。明太祖洪武十二年（1379年）明朝再废文州。